# Saeid Esmaeili
Saeid Esmaeili (en persa: سعید اسماعیلی‎; 15 de julio de 2003) es un deportista iraní que compite en lucha grecorromana. Participó en los Juegos Olímpicos de París 2024, obteniendo una medalla de oro en la categoría de 67 kg.

## Palmarés internacional
| Juegos Olímpicos | Juegos Olímpicos | Juegos Olímpicos | Juegos Olímpicos |
| Año              | Lugar            | Medalla          | Categoría        |
| ---------------- | ---------------- | ---------------- | ---------------- |
| 2024             | París (Francia)  | Medalla de oro   | 67 kg            |